# Neocerambyx taiwanensis
Neocerambyx taiwanensis là một loài bọ cánh cứng trong họ Cerambycidae.